# UDDI
Az UDDI a Universal Description, Discovery, and Integration, azaz univerzális leírás, felfedezés és integrálás rövidítése – egy platformfüggetlen, XML-alapú nyilvántartó rendszer (regiszter), mely lehetőséget biztosít a vállalatok számára, hogy bekerüljenek egy internetes listába és közzétegyék webszolgáltatásaikat. A rendszer segítségével kereshetünk a publikált webszolgáltatások között és további információkat tudhatunk meg azokról. Ezek között szerepel az is, hogy az adott szolgáltatást hogyan lehet használni. Az UDDI nyílt ipari szabvány, amelyet az Organization for the Advancement of Structured Information Standards (OASIS) támogat.

## Felépítés
A rendszerben található információk három fő csoportba sorolhatóak:
- Fehér oldalak (White Pages) – a szolgáltatást nyújtó vállalat neve, leírása, elérhetősége
- Sárga oldalak (Yellow Pages) – a vállalatok vagy szolgáltatások rendszerezése ágazat alapján (mint Magyarországon a TEÁOR)
- Zöld oldalak (Green Pages) – információk a nyújtott szolgáltatás interfészéről (cím, paraméterek), vagy hivatkozás az interfész leírására

Az UDDI csomópontok olyan szerverek, amelyek támogatják az UDDI szabványt és egy UDDI regiszterhez tartoznak. Egy UDDI regiszter egy vagy több csomópontból áll. A szolgáltatás nyújtója WSDL formátumban jegyzi be a szolgáltatást a regiszterbe. A felhasználó SOAP segítségével tud csatlakozni hozzá.

## jUDDI
A jUDDI az UDDI nyílt forráskódú platformfüggetlen implementációja Java nyelven. A fejlesztés koordinálását az Apache Software Foundation végzi. Használható minden olyan adatbázissal, amely megfelel az ANSI SQL szabványnak és alkalmazásszerverrel amely támogatja a 2.3-as Servlet API-t. 